# Vendela Vida

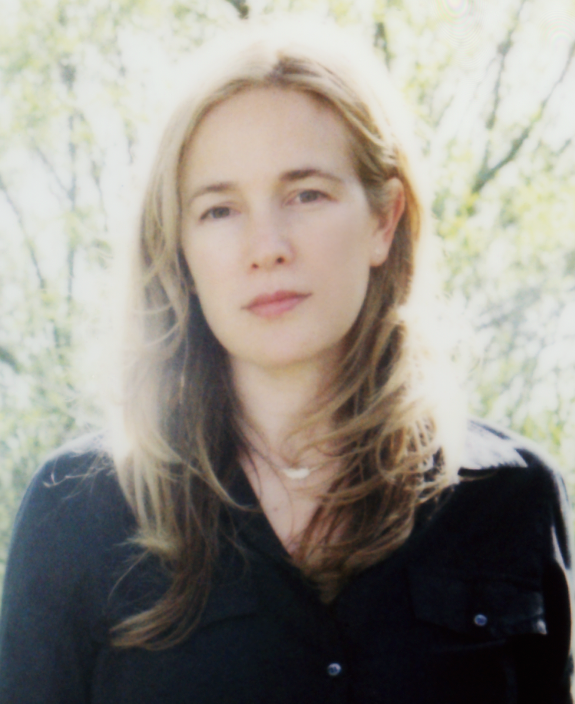
Vendela Vida

Vendela Vida (* 6. September 1971) ist eine US-amerikanische Schriftstellerin, Journalistin und Herausgeberin. Sie ist mit dem Schriftsteller und Autor Dave Eggers verheiratet und lebt mit ihm und den beiden gemeinsamen Kindern in der San Francisco Bay Area.

## Werk
Im Jahr 2003 veröffentlicht wurde der Roman And Now You Can Go (deutsch: Und jetzt können Sie gehen), der in New York, San Francisco, und auf den Philippinen handelt, und die impulsiven Fahrten einer jungen Frau nach einem Übergriff nachzeichnet. In einem 2003 erschienenen Artikel des Guardian äußerte sich Vida über ihren Plan, als Autorin eine Romantrilogie zum Thema Gewalt und Wut zu schreiben.
Der zweite Roman Let the Northern Lights Erase Your Name (deutsch: Weil ich zu spät kam), der in Lappland spielt, wurde 2007 veröffentlicht. Vidas jüngster Roman, The Lovers (deutsch: Liebende) wurde im Juni 2010 von Ecco veröffentlicht.

 Joyce Carol Oates nannte The Lovers „einen fesselnden und spannenden Roman über eine amerikanische Frau auf dem Weg zur Selbstfindung“.

## Drehbuch
Vida arbeitete mit Dave Eggers am Drehbuch für den 2009 erschienenen Film Away We Go – Auf nach Irgendwo, Regie: Sam Mendes, in den Hauptrollen John Krasinski und Maya Rudolph, als Co-Autorin mit.

## 826 Valencia
Vida ist Mitbegründerin und Vorstandsmitglied der Non-Profit-Organisation 826 Valencia, die von ihr, ihrem Ehemann Dave Eggers und der Erzieherin Ninive Clements Calegari 2002 in San Francisco ins Leben gerufen wurde. „826 Valencia“ war als ein Zentrum zum Schreibenlernen für Kinder und Teenager im Alter 6–18 Jahren gedacht. Es hat sich auf sieben Zweigstellen (Chapter) in den Vereinigten Staaten erweitert: in den Städten Los Angeles, New York City, Seattle, Chicago, Ann Arbor, Washington, D.C. und Boston, die alle unter der Schirmherrschaft der gemeinnützigen Organisation 826 National stehen.

## Medien
Vendela Vida ist auch der Name eines 2010 veröffentlichten Songs der Indie-Folk-Rockband Dinosaur Feathers auf ihrem Album Fantasy Memorial.

## Werke
- 2000 Girls on the Verge: Debutante Dips, Drive-Bys, and Other Initiations, St. Martin's Press, englisch, ISBN 978-0-312-26328-7.
- 2003 And Now You Can Go (Roman), Paw Prints, englisch, ISBN 978-1-4395-7338-9.
  - Und jetzt können Sie gehen (Roman), dt. von Juliane Gräbener-Müller, Knaus, München 2005, ISBN 3-8135-0215-5.
- 2008 Let the Northern Lights Erase Your Name (Roman), Harper Collins, englisch, ISBN 978-0-06-082838-7.
  - Weil ich zu spät kam (Roman), dt. von Almuth Carstens, btb, München 2008, ISBN 3-442-75203-5.
- 2008 The Believer Book of Writers Talking to Writers, McSweeney's, englisch, ISBN 978-1-932416-94-7.
- 2009 Read Hard: Five Years of Great Writing from the Believer, Heidi Julavits, Ed Park und Vendela Vida, McSweeney's, englisch, ISBN 978-1-934781-39-5.
- 2009 Away We Go (Drehbuch), Dave Eggers und Vendela Vida, Vintage Books, englisch, ISBN 978-0-307-47588-6.
  - 2009 Away We Go – Auf nach Irgendwo (Drehbuch), auf dt. nicht erhältlich
- 2010 The Lovers (Roman), Harper Collins, englisch, ISBN 978-0-06-082839-4
  - Liebende (Roman), dt. von Lisa Jannach und Jürgen Holtrode; btb, München 2012, ISBN 3-442-74423-7.
- 2015: The Diver's Clothes Lie Empty. Ecco/HarperCollins, New York City, USA 2015, ISBN 978-0-06-211091-6.
  - Des Tauchers leere Kleider, übersetzt von Monika Baark. Aufbau-Verlag, Berlin 2016, ISBN 978-3-351-03629-4.
- 2021: We Run the Tides, Atlantic Books, London ISBN 978-1786499585.
  - Die Gezeiten gehören uns, übersetzt von Monika Baark. Hanser Berlin 2022, ISBN 978-3-446-27226-2.